# Edward Gilmore

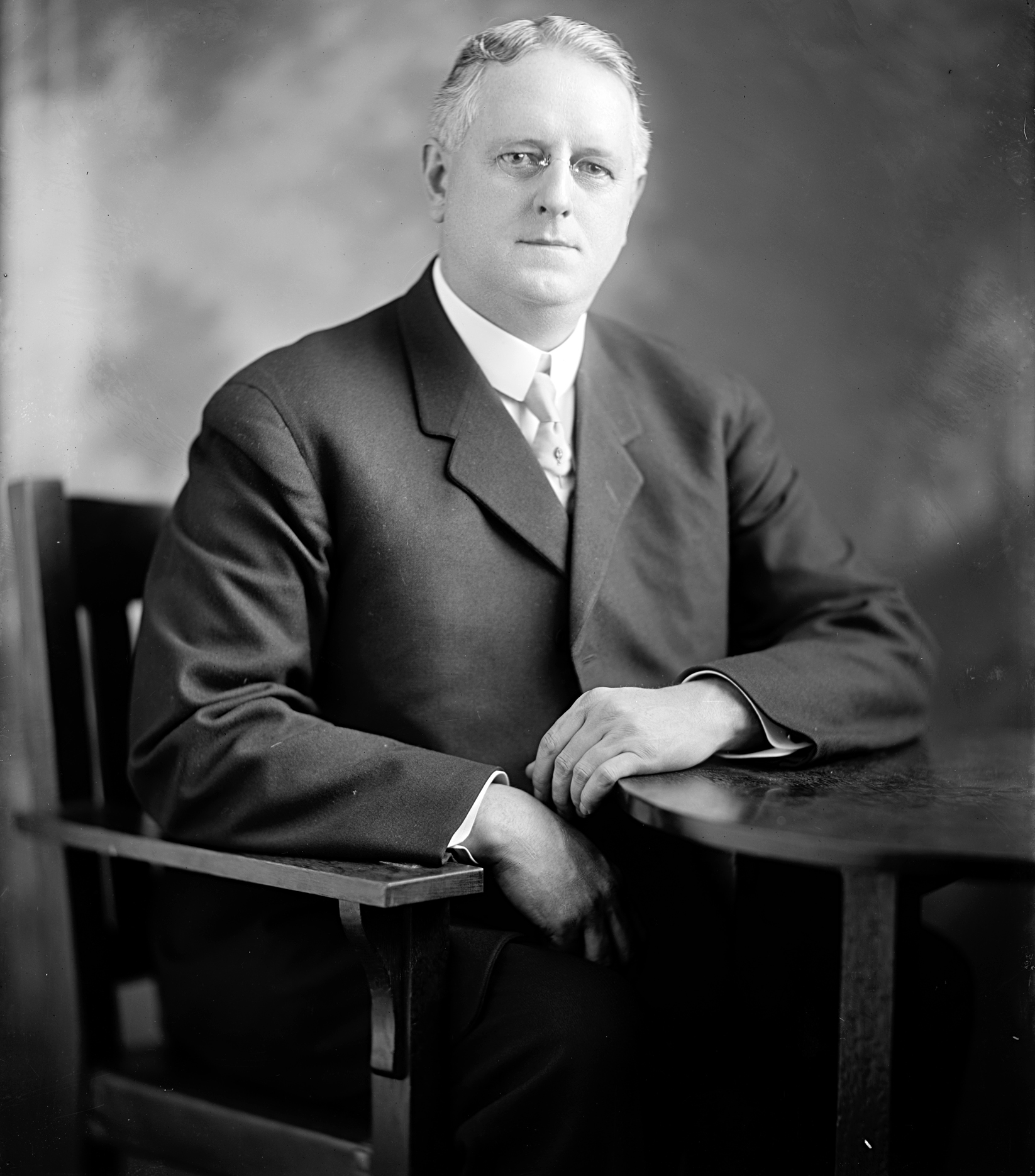
Edward Gilmore

Edward Gilmore (* 4. Januar 1867 in Brockton, Massachusetts; † 10. April 1924 in Boston, Massachusetts) war ein US-amerikanischer Politiker. Zwischen 1913 und 1915 vertrat er den Bundesstaat Massachusetts im US-Repräsentantenhaus.

## Werdegang
Edward Gilmore besuchte die öffentlichen Schulen seiner Heimat und belegte danach einige Kurse an der Massachusetts State University. Später arbeitete er im Handel. Gleichzeitig schlug er als Mitglied der Demokratischen Partei eine politische Laufbahn ein. Zwischen 1896 und 1903 saß er im Staatsvorstand seiner Partei; in den Jahren 1900 und 1904 nahm er als Delegierter an den jeweiligen Democratic National Conventions teil. Von 1901 bis 1906 fungierte Gilmore als Vorsitzender des Gemeinderats von Brockton. In den Jahren 1907 und 1908 war er Abgeordneter im Repräsentantenhaus von Massachusetts.
Bei den Kongresswahlen des Jahres 1912 wurde Gilmore im 14. Wahlbezirk von Massachusetts in das US-Repräsentantenhaus in Washington, D.C. gewählt, wo er am 4. März 1913 die Nachfolge von Robert O. Harris antrat. Bis zum 3. März 1915 konnte er eine Legislaturperiode im Kongress absolvieren. Im Jahr 1913 wurden der 16. und der 17. Verfassungszusatz ratifiziert.
Von 1915 bis 1923 war Edward Gilmore Posthalter in Brockton. Danach arbeitete er bis 1924 als Assessor bei der dortigen Gemeindeverwaltung. Er starb am 10. April 1924 in Boston und wurde in Brockton beigesetzt.